# D. Boon
D. Boon, pseudonimo di Dennes Dale Boon (San Pedro, 1º aprile 1958 – Tucson, 22 dicembre 1985), è stato un cantante, compositore e chitarrista statunitense, attivo tra il 1978, anno in cui si unì ai The Reactionaries, e il 1985, quando rimase ucciso in un incidente d'auto.

## Biografia
Dennes Boon nacque a San Pedro il 1º aprile 1958. Il padre di Boon, un veterano della marina, si guadagnava da vivere montando radio su automobili, e i Boon vivevano in un'ex-baracca della Seconda guerra mondiale convertita in casa popolare. Da giovane Boon iniziò a dipingere e firmava i suoi lavori D. Boon, in parte perché D era il modo in cui chiamava la cannabis, in parte a causa di Daniel Boone, ma soprattutto perché suonava come E. Bloom, voce e chitarra dei Blue Öyster Cult.
Boon formò la band Minutemen nel gennaio 1980 con l'amico Mike Watt al basso dalle ceneri dei The Reactionaries, inizialmente insieme al batterista Frank Tonche, poi con George Hurley, ex-Reactionaries.
I Minutemen proseguirono la loro attività fino al 22 dicembre 1985, quando Boon rimase ucciso in un incidente stradale sulla route I-10. Boon era steso sui sedili posteriori del camper perché si sentiva male, ed era senza cintura quando il veicolo uscì di strada. Boon fu scagliato contro il bagagliaio e morì all'istante per la rottura del collo. La band si sciolse immediatamente, e Watt e Hurley formarono i fIREHOSE poco dopo. L'album live dei Minutemen Ballot Result fu pubblicato postumo nel 1987, due anni dopo la morte di Boon.

## Stile musicale
Lo stile chitarristico di Boon era molto particolare: raramente usava distorsioni e spesso regolava l'equalizzatore della sua chitarra in modo che si sentissero solo gli acuti. Il suo stile aveva un'influenza funk/blues decisamente inusuale per una band hardcore punk degli anni ottanta.
Boon ha scritto molte canzoni per i Minutemen, tra cui This Ain't No Picnic, Corona, The Price of Paradise e Courage. Inoltre ha disegnato molte delle copertine degli album della band, tra cui Joy, The Punch Line, What Makes a Man Start Fires?, The Politics of Time, Project: Mersh e 3-Way Tie (For Last).
Si trova al numero 89 nella classifica dei 100 migliori chitarristi di tutti i tempi stilata da Rolling Stone.

## Discografia parziale
- 1981 - The Punch Line
- 1983 - What Makes a Man Start Fires?
- 1984 - The Politics of Time
- 1984 - Double Nickels on the Dime
- 1985 - 3-Way Tie (For Last)